# 簡美雀
簡美雀（？—），出生於雲林虎尾鎮，為台灣歌手及電視節目主持人。

## 簡介
早年在黄俊雄布袋戏大师旗下，担任全省巡回演唱会幕后主唱，也担任华视洪连生布袋戏《济公传》、《西游记》主题曲的演唱。
冠軍電視台、台藝衛星電視台聯播主持人，截至目前共出版35張唱片，其近期個人專輯歌曲有多數為蘇錦煌老師所創作。
曾經於台灣藝術電視台與廣播天王陳建誠主持誠心來作伙節目，於福建晉江電視台、美雀雲端電視台主持海峽之星、晉江拼出名節目。

## 專輯
- 《舊皮箱的流浪兒》海麗唱片公司
- 《春夢不了情•孤女的願望》海麗唱片公司
- 《晚春•正確的路》海麗唱片公司
- 《晴空萬里》海麗唱片公司  "註:海麗唱片專輯銷售單張多破百萬紀錄!"
- 《委屈的愛》海麗唱片公司基隆山之恋.惜别港岸.恨世生.爸爸是行船人…
- 《等君情淚•深深祝福你》海麗唱片公司
- 《懷念媽媽•不通全靠別人》海麗唱片公司
- 《惜別的海岸•舞女》海麗唱片公司
- 《漁村之戀•秋風女人心》海麗唱片公司
- 《台南追想曲•夜半思情》海麗唱片公司
- 《輕輕吻一下》海麗唱片公司合唱版(簡美雀+吳青陽)
- 《簡美雀夜市那卡西卡帶版》海麗錄音室
- 《簡美雀台語老歌1~4卡帶版》海麗錄音室
- 《我是男子漢•行船的人》海麗錄音室
- 《百花滿山開•痴情夢》海麗唱片公司
- 《月夜的小路》金燕唱片合唱版(簡美雀+蔡小虎)
- 《簡美雀之歌》豐聲唱片
- 《他是行船人》台灣唱片<1983專輯>
- 《那卡西走唱精選》<2006唐飛專輯>胭脂淚(簡美雀版本).情歌合唱(簡美雀+唐飛)
- 《風雲再起1布袋戲系列》簡美雀音樂工作室<2009專輯>
- 《風雲再起2大海系列》簡美雀音樂工作室<2010專輯>癡情最後傷自己(簡美雀+蘇錦煌)
- 《風雲再起3酒的系列》簡美雀音樂工作室<2010專輯>迷戀的酒(簡美雀+陳建誠).燒酒伴阮過五更
- 《從今以後抹擱再愛你》<2010游家順專輯>等待月圓(簡美雀演唱).天星伴月娘(陳建誠+簡美雀)
- 《陳建誠全國聯播網專輯系列》陳建誠全國聯播網<2011陳建誠專輯>陳建誠+簡美雀-惜情的人.同心逗陣行…等多首對唱閩南語歌
- 《簡美雀日本演歌系列》簡美雀音樂工作室<2011專輯>岸壁の母.大阪しぐれ…等多首日語歌專輯
- 《一個夢》台灣演歌系列 簡美雀音樂工作室<2012專輯>一個夢(蘇錦煌作詞) 西北風(蘇錦煌作詞) 早日緊叨返 秋風(蘇錦煌作詞曲)…
- 《誠心來作伙》陳建誠台語專輯系列陳建誠全國聯播網<2012專輯>堅強的女性 人生就是這回事…等多首對唱閩南語歌
- 《心在東石》簡美雀音樂工作室<2013專輯>心在東石.癡情東石港…等多首閩南語歌
- 《心在港岸》欣代唱片公司<2013上明專輯>上明+那卡西天后簡美雀-心在港岸.雪山戀歌.千轉百回.分開是痛苦的開始-對唱閩南語歌
- 《博杯問天意》欣代唱片公司<2014上明專輯>上明+那卡西天后簡美雀-同心走天涯.旅伴-對唱閩南語歌
- 《戀戀東海岸》簡美雀音樂工作室<2015專輯>七郎+那卡西天后簡美雀-對唱閩南語歌單曲
- 《出外的英雄》欣代唱片公司<2015高向鵬專輯>高向鵬+那卡西天后簡美雀-嘿皮波斯爹乾杯.問你的心-對唱閩南語歌
- 《新歌專輯》欣代唱片公司<2016專輯>新歌專輯錄製準備

## 演唱會與活動
- 晉江廣播《相約五里橋》
- 泉州電視台《台灣好滋味》
- 簡美雀2010-2012演唱會《台灣全省巡迴演唱會》
- 簡美雀2013演唱會《東石簡美雀個人演唱會》
- 簡美雀2015演唱會《白沙灣簡美雀個人演唱會》
- 簡美雀2016演唱會《台南富立電視台兩岸歌手演唱會》
- 簡美雀2016演唱會《石獅美少女林雅婷個人演唱會》
- 飞跃之星2018巡迴演唱會《東石.永和.英林.金井...飞跃之星巡迴演唱會》

## 主持節目
- 專屬電台主持《保險加油站》節目
- 台灣冠軍電視台-2010與廣播天王-陳建誠共同主持《誠心來作伙》節目
- 台灣藝術電視台-2011與廣播天王-陳建誠共同主持《誠心來作伙》節目
- 台灣番薯電視台-2012與廣播天王-陳建誠共同主持《誠心來作伙》節目
- 晉江電視台-2013-2014製作主持《海峽之星》節目
- 晉江電視台、美雀雲端電視台-2016製作主持《晉江拼出名》節目

## 通告節目
- 泉州電視台《台灣好滋味》
- 微微笑廣播電台《台灣老歌》
- 晉江廣播電台《相約五里橋》

## 代言廣告
- 火狐汽車保養系列產品~"火狐"汽車環保除碳劑....
- 胃潰安
- 天然(神力)花青素苷粉

## 外部連結
- 簡美雀(博客) （页面存档备份，存于）
- 簡美雀singer's-臉書專頁 （页面存档备份，存于）